# 기원전 60년

## 연호
- 전한(前漢) 신작(神爵) 원년

## 기년
- 전한(前漢) 선제(宣帝) 14년

## 사건
- 로마의 율리우스 카이사르가 루시타니아의 폭동을 진압
- 로마에서 그나이우스 폼페이우스 마그누스와 마르쿠스 리키니우스 크라수스의 제1차 삼두정치가 시작
- 셀레우코스 제국이 멸망
- 흉노의 일축왕이 전한에 투항함
- 한의 서역도호부가 창설됨

## 탄생
- 이집트 프톨레마이오스 왕조의 프톨레마이오스 14세(기원전 44년 사망)

## 사망
- 소무(蘇武) - 전한의 대신(大臣)(기원전 140년 탄생)
- 허려권거 선우(虛閭權渠 單于) - 흉노의 선우